# Matsumuraeses azukivora
Matsumuraeses azukivora es una especie de polilla del género Matsumuraeses, tribu Grapholitini, subfamilia Olethreutinae. Fue descrita científicamente por Matsumura en 1910.

## Distribución
Se distribuye por Asia: Japón.